# Richard de Boer (politicus)
Richard de Boer (Brunssum, 7 mei 1980) is een Nederlands jurist, politicus en bestuurder. Hij is lid van de VVD. Sinds 13 november 2021 is hij burgemeester van Landgraaf. 

## Vroege carrière
De Boer studeerde in 2005 af aan de rechtenfaculteit van de Universiteit Maastricht. Hij studeerde Nederlands recht, in het bijzonder staats- en bestuursrecht. Van 2002 tot 2006 en in 2010 was hij gemeenteraadslid in Brunssum namens de VVD, waarvan hij reeds sinds 1999 lid was. Van 2006 tot december 2011 was hij er wethouder en vanaf maart 2010 tevens locoburgemeester.
De Boer zijn portefeuille bestond uit onder meer financiën, economische zaken, onderwijs, cultuur, sport & accommodaties, welzijn en regiozaken. In het kader van het laatste was hij van 2006 tot 2010 lid van het dagelijks bestuur van de Stadsregio Parkstad Limburg. In die hoedanigheid was hij ook commissaris bij het regionale afvalverwerkingsbedrijf.

## Burgemeester
Vanaf 1 december 2011 was De Boer burgemeester van Simpelveld. Bij zijn aantreden was hij 31 jaar en daarmee jonger dan VVD'er Ryan Palmen. De Boer was zodoende de jongste burgemeester van Nederland. Vanaf 27 juni 2012 was SGP'er Pieter Verhoeve de jongste burgemeester van Nederland. Vanaf december 2011 was De Boer wederom lid van het dagelijks bestuur van de regio Parkstad Limburg. Op 15 september 2017 werd hij met ingang van 1 december van dat jaar herbenoemd als burgemeester van Simpelveld.
Op 23 november 2021 werd De Boer burgemeester van Landgraaf. Als burgemeester van Landgraaf kreeg hij algemene & bestuurlijke zaken, personeel & organisatie, openbare orde & veiligheid, toezicht & handhaving, grensoverschrijdende samenwerking, vergunningverlening APV, dienstverlening, juridische zaken, communicatie, huisvesting, bedrijfsvoering en representatie in zijn portefeuille. Hij vertegenwoordigt Landgraaf bestuurlijk bij onder andere Het Gegevenshuis, de Omgevingsdienst Zuid-Limburg, de Stadsregio Parkstad Limburg, Parkstad IT i.o., de Veiligheidsregio Zuid-Limburg, de Zorg- en Veiligheidshuis Parkstad, de lokale en regionale driehoek (basisteams Brunssum-Landgraaf, Heerlen en Kerkrade), RIEC Limburg en de Euregio Rijn-Maas Noord.

## Privéleven
De Boer is getrouwd en vader van een dochter en zoon.